# Прибульці з Марса (фільм, 1986)
«Прибульці з Марса» (англ. Invaders from Mars) — американський науково-фантастичний фільм жахів 1986 року, знятий Тоубом Хупером за сценарієм Дена О'Беннона та Дона Якобі. Ремейк однойменного фільму 1953 року.

## Синопсис
12-річний Джордж Гарднер намагається зупинити прибульців, які захопили його місто і промивають мізки його мешканцям.

## У ролях
| Актор          | Роль                  |
| -------------- | --------------------- |
| Тімоті Боттомс | Джордж Гарднер        |
| Хантер Карсон  | Девід Гарднер         |
| Ларейн Ньюман  | Еллен Гарднер         |
| Карен Блек     | Лінда Магнуссон       |
| Джеймс Карен   | генерал Клімет Вілсон |
| Бад Корт       | вчений Марк Вайнштейн |

## Зйомки
Сцени в школі Девіда були зняті в початковій школі Ігл-Рок у Лос-Анджелесі. Будинок Гарднерів у фільмі — це той самий будинок, який був спеціально побудований для фільму Кері Гранта та Мірни Лой 1948 року «Містер Бландінгс будує будинок своєї мрії». Зйомки також проходили в Сімі Веллі, Каліфорнія. Авіаційна база Корпусу морської піхоти Ель-Торо показана у фільмі як база морських піхотинців.

## Випуск
Фільм вийшов 6 червня 1986 року. Загалом він заробив 4 884 663 долари в прокаті США.

## Зовнішні посилання
- Invaders from Mars на сайті IMDb (англ.)
- Прибульці з Марса (фільм, 1986) на сайті AllMovie (англ.)